# Hodge-Zerlegung
Die Hodge-Zerlegung beziehungsweise der Satz von Hodge ist eine zentrale Aussage der Hodge-Theorie. Diese Theorie verbindet die mathematischen Teilgebiete Analysis, Differentialgeometrie und algebraische Topologie. Benannt sind die Hodge-Zerlegung und die Hodge-Theorie nach dem Mathematiker William Vallance Douglas Hodge, der diese in den 1930er-Jahren als Erweiterung zur De-Rham-Kohomologie entwickelte.

## Elliptischer Komplex
Mit {\displaystyle \Gamma ^{\infty }} werden  glatte Schnitte in einem Vektorbündel bezeichnet. Sei {\displaystyle (M,g)} eine orientierte Riemann’sche Mannigfaltigkeit und {\displaystyle (E_{i})_{i}} eine Folge von Vektorbündeln. Ein elliptischer Komplex ist eine Sequenz partieller Differentialoperatoren {\displaystyle (D_{i})_{i}} erster Ordnung
{\displaystyle 0\longrightarrow \Gamma ^{\infty }(E_{0}){\stackrel {D_{0}}{\longrightarrow }}\Gamma ^{\infty }(E_{1}){\stackrel {D_{1}}{\longrightarrow }}\ldots {\stackrel {D_{m-1}}{\longrightarrow }}\Gamma ^{\infty }(E_{m})\longrightarrow 0,}
so dass die folgenden Eigenschaften gelten:
- Die Folge {\displaystyle (\Gamma ^{\infty }(E_{i}),D_{i})} ist ein Kokettenkomplex, das heißt, es gilt {\displaystyle D_{i}\circ D_{i-1}=0} für alle {\displaystyle 1\leq i\leq m} und
- für jedes {\displaystyle (x,\xi )\in T^{*}M\backslash \{0\}} ist die Sequenz der Hauptsymbole

{\displaystyle 0\longrightarrow \pi (E_{0}){\stackrel {\sigma _{D_{0}}}{\longrightarrow }}\pi (E_{1}){\stackrel {\sigma _{D_{1}}}{\longrightarrow }}\ldots {\stackrel {\sigma _{D_{m-1}}}{\longrightarrow }}\pi (E_{m})\longrightarrow 0}
exakt. Dabei bezeichnet {\displaystyle \pi \colon E_{i}\to M} die Bündelprojektion.
Die Räume {\displaystyle \Gamma ^{\infty }(E_{i})} können beispielsweise als die Räume der Differentialformen verstanden werden.

## Satz von Hodge
Sei nun {\displaystyle M} eine kompakte, orientierte Riemannsche Mannigfaltigkeit und {\displaystyle H^{i}(E_{.},D_{.})} die i-te Kohomologiegruppe des elliptischen Komplexes {\displaystyle (\Gamma ^{\infty }(E_{i}),D_{i})}. Außerdem definiere einen (Laplace)-Operator
{\displaystyle \Delta _{i}:\Gamma ^{\infty }(E_{i})\to \Gamma ^{\infty }(E_{i}).}
durch
{\displaystyle \Delta _{i}=D_{i}^{*}\circ D_{i}+D_{i-1}\circ D_{i-1}^{*}.}
Dies ist ein elliptischer Operator. Nun gilt:
- Die {\displaystyle i}-te Kohomologiegruppe {\displaystyle H^{i}(E.,D_{.})} ist für alle {\displaystyle i\in \mathbb {Z} } isomorph zum Kern von {\displaystyle \Delta _{i}}, das heißt

{\displaystyle \forall i:\ H^{i}(E.,D_{.})\cong \ker(\Delta _{i})\subset \Gamma ^{\infty }(E_{i}).}
- Die Dimension der {\displaystyle i}-ten Kohomologiegruppe ist für alle {\displaystyle i\in \mathbb {Z} } endlich

{\displaystyle \dim H^{i}(E.,D_{.})<\infty .}
- Es existiert eine orthogonale Zerlegung

{\displaystyle \Gamma ^{\infty }(E_{i})=\ker(\Delta _{i})\oplus R(D_{i-1})\oplus R(D_{i}^{*}).}
Dabei bezeichnet {\displaystyle \ker } den Kern und {\displaystyle R} das Bild eines Operators.

## Beispiel: De-Rham-Kohomologie
Der De-Rham-Komplex
{\displaystyle 0\to {\mathcal {A}}^{0}(M){\xrightarrow {\mathrm {d_{0}} }}{\mathcal {A}}^{1}(M){\xrightarrow {\mathrm {d_{1}} }}\ldots {\xrightarrow {\mathrm {d} _{m-1}}}{\mathcal {A}}^{m}(M)\to 0}
ist ein elliptischer Komplex. Die Räume {\displaystyle {\mathcal {A}}^{i}} sind wieder die Räume der Differentialformen i-ten Grades und {\displaystyle \mathrm {d} _{i}} ist die äußere Ableitung. Die dazugehörige Sequenz der Hauptsymbole ist der Koszul-Komplex. Der Operator {\displaystyle \Delta =\mathrm {d} ^{*}\mathrm {d} +\mathrm {d} \mathrm {d} ^{*}} ist der Hodge-Laplace-Operator. Den Kern dieses Operators nennt man den Raum der harmonischen Differentialformen, da dieser ja analog zum Raum der harmonischen Funktionen definiert ist. Nach dem Satz von Hodge existiert nun ein Isomorphismus zwischen der i-ten De-Rham-Kohomologiegruppe {\displaystyle H_{\mathrm {dR} }^{i}({\mathcal {A}}(M),\mathrm {d} )} und dem Raum der harmonischen {\displaystyle \ker(\Delta _{i})} Differentialformen vom Grad {\displaystyle i}.
Außerdem sind
{\displaystyle b_{i}(M):=\dim(H_{\mathrm {dR} }^{i}({\mathcal {A}}(M),\mathrm {d} ))}
wohldefinierte Zahlen, da für kompakte Mannigfaltigkeiten die De-Rham-Kohomologiegruppen endliche Dimension haben. Diese Zahlen heißen Betti-Zahlen. Der Hodge-Stern-Operator {\displaystyle \star :{\mathcal {A}}^{i}(M)\to {\mathcal {A}}^{n-i}(M)} induziert auch einen Isomorphismus zwischen den Räumen {\displaystyle \ker(\Delta _{i})} und {\displaystyle \ker(\Delta _{n-i})}. Dies ist die Poincaré-Dualität und für die Betti-Zahlen gilt
{\displaystyle b_{i}(M)=b_{n-i}(M).}